# Lucien Abenhaim
Lucien Abenhaïm est un épidémiologiste québécois. Il est directeur du Centre d’épidémiologie clinique et de recherches en santé publique de l'Hôpital général juif de Montréal. Entre 1999 et 2003, il est directeur général de la Santé au ministère de la Santé français.

## Etudes sur les anorexigènes
Lucien Abenhaïm a réalisé les recherches épidémiologiques à l’origine du retrait mondial de deux médicaments coupe-faim largement prescrits, la dexfenfluramine (Isoméride ou Redux de Servier) et la fenfluramine (Pondéral de Servier). Lucien Abenhaïm est notamment responsable de l'étude dite IPPHS, qui a démontré un lien de causalité entre l'exposition à ces anorexigènes (notamment les fenfluramines) et l'hypertension artérielle pulmonaire (HTAP). 

À cette époque, on suspecte de plus en plus le rôle néfaste du Mediator, une fenfluramine, dans l'apparition d'HTAP et de valvulopathies. Pourtant le Mediator n'est pas retiré. Interrogé par une commission sénatoriale française, Lucien Abenhaïm déclare : Pour répondre à votre question, à l'époque je ne savais pas que le Mediator était un anorexigène, qu'il s'agissait du benfluorex. Je n'ai pas pensé une seule seconde qu'un pays comme la France puisse avoir laissé sur le marché une fenfluramine, produit mortel, avec la publicité extraordinaire qu'avait eu le retrait mondial des fenfluramines.

Radio-Canada lui a décerné le titre de scientifique de l'année de Radio-Canada en 1997 pour ces travaux.

## Honneur
- 1997 - Scientifique de l'année par la Société Radio-Canada